# Rainer Atzlinger
Rainer Atzlinger (* 1961) ist ein österreichischer Produkt- und Industriedesigner.

## Leben
Atzlinger gründete 1999 gemeinsam mit Philipp Hummer und Tom Hulan das Designbüro RDD industrial design network. RDD industrial design network hat Büros in Linz (Österreich), Wien (Österreich) und mit "blackjune" einen Kooperationspartner in Berlin (Deutschland), die in einem offenen Netzwerk zusammenarbeiten.
2006 wird mit Eva Reber das Designlabel "reber & rainer" gegründet.
Rainer Atzlinger lebt in Österreich.

## Preise und Ehrungen
- 2006 Nominierung Designpreis der Bundesrepublik Deutschland 2007
- 2006 Red Dot für Hitzinger Ground Power Unit von GPU
- 2006 Red Dot für Vakumat Güllepumpe von Vakutec
- 2005 Nominierung Staatspreis Design für Vakumat Güllepumpe von Vakutec
- 2003 Red Dot: Best of the Best für Powercrusher
- 1999 Red Dot für Thermorunner von TR4
- 1998 Red Dot für UNI 4000
- 1989 General Motors Design Award: Car Interior